# Тимпи
Тимпи (рос. Тымпы) — село у Вілюйському улусі Республіки Сахи Російської Федерації.
Населення становить 480 осіб. Належить до муніципального утворення Перший Тогуський наслег.

## Географія

### Клімат
| Клімат Тимпи              | Клімат Тимпи | Клімат Тимпи | Клімат Тимпи | Клімат Тимпи | Клімат Тимпи | Клімат Тимпи | Клімат Тимпи | Клімат Тимпи | Клімат Тимпи | Клімат Тимпи | Клімат Тимпи | Клімат Тимпи | Клімат Тимпи |
| Показник                  | Січ.         | Лют.         | Бер.         | Квіт.        | Трав.        | Черв.        | Лип.         | Серп.        | Вер.         | Жовт.        | Лист.        | Груд.        | Рік          |
| Середній максимум, °C     | −34,6        | −28,7        | −14,5        | −1,4         | 9,7          | 20,3         | 23,8         | 19,7         | 10,1         | −4,4         | −23,6        | −32,1        | −4           |
| Середня температура, °C   | −38          | −33,1        | −21,1        | −8,1         | 4,3          | 14,1         | 17,7         | 13,8         | 5,4          | −8,1         | −27,2        | −35,6        | −9           |
| Середній мінімум, °C      | −41,4        | −37,4        | −27,6        | −14,7        | −1,1         | 8,0          | 11,6         | 8,0          | 0,7          | −11,8        | −30,8        | −39,1        | −14          |
| Норма опадів, мм          | 11           | 7            | 9            | 10           | 21           | 37           | 47           | 39           | 33           | 26           | 18           | 14           | 272          |
| ------------------------- | ------------ | ------------ | ------------ | ------------ | ------------ | ------------ | ------------ | ------------ | ------------ | ------------ | ------------ | ------------ | ------------ |
| Джерело: climate-data.org |              |              |              |              |              |              |              |              |              |              |              |              |              |

## Історія
Згідно із законом від 30 листопада 2004 року органом місцевого самоврядування є Перший Тогуський наслег.

## Населення
| 2002 | 2010 | 2012 | 2013 | 2014 | 2015 | 2016 |
| ---- | ---- | ---- | ---- | ---- | ---- | ---- |
| 562  | ↘534 | ↘521 | ↘509 | ↘504 | ↗509 | ↘493 |
| 2017 | 2018 |      |      |      |      |      |
| ↘484 | ↘480 |      |      |      |      |      |